# Marcel Collé
Marcel Collé (* 31. März 1976 in Berlin) ist ein deutscher Synchronsprecher, Hörspielsprecher, Dialogregisseur und Dialogbuchautor. Seine Stimme ist vor allem durch die Synchronisation als Feststimme von Ashton Kutcher, Edward Furlong, Justin Bartha, Ranbir Kapoor und Aaron Paul bekannt. Auch spricht er gelegentlich, im gegenseitigen Einverständnis mit Kim Hasper abwechselnd, James Franco. Collé war von 2003 bis 2015 die deutsche Stimme des Comedian Kevin Hart.

## Leben

### Synchronisation
Marcel Collé besuchte die Friedrich-Ebert-Oberschule in Berlin-Wilmersdorf und verließ sie im Jahr 1993 mit dem Realschulabschluss. Nach einer Kontaktaufnahme zu der Hörspielredakteurin des Senders Freies Berlin im Rahmen der Internationalen Funkausstellung in Berlin bot sich Collé 1986 die Möglichkeit, an einem Probesprechen teilzunehmen. Über einen Zeitraum von zwei Jahren wurde er im Anschluss daran regelmäßig an der Seite erfahrener Schauspieler und Synchronsprecher wie Klaus Jepsen, Engelbert von Nordhausen und Till Hagen in den sonntäglich ausgestrahlten Kinderhörspielen des SFB eingesetzt. Auf Empfehlung stellte sich Collé zudem in Berliner Synchronfirmen als Jugendsprecher vor und übernahm 1988 erste Gast- und Nebenrollen bei der Interopa Film GmbH. Seine erste Hauptrolle folgte 1990 mit der Besetzung auf Fred Savage in der US-amerikanischen Dramedy Wunderbare Jahre, nachdem Björn Schalla wegen seines einsetzenden Stimmbruchs ab der zweiten Staffel nicht mehr zur Verfügung stand.
Seit Beginn der 2000er Jahre wird Collé regelmäßig auf Ashton Kutcher besetzt, darunter in Butterfly Effect (2004), So was wie Liebe (2005), Love Vegas (2008) und Two and a Half Men (2011–2015). Darüber hinaus synchronisiert er wiederkehrend Edward Furlong, unter anderem in Davor und danach (1996), Three Blind Mice – Mord im Netz (2003) und The Visitation (2008) sowie Justin Bartha in Das Vermächtnis der Tempelritter (2004), Das Vermächtnis des geheimen Buches (2007) und Hangover (2008). Von 2008 bis 2013 synchronisierte er den Hauptdarsteller Aaron Paul als Jesse Pinkman in der US-amerikanischen Fernsehserie Breaking Bad. 2011 übernahm er die Synchronisation von Mark Salling als Noah ‘Puck’ Puckerman in der US-amerikanischen Fernsehserie Glee sowie von Nick Zano als Johnny in der US-amerikanischen Sitcom 2 Broke Girls (seit 2012). Einem breiten Publikum ist Collés Stimme zudem durch die Vertonung von Trickfiguren wie King Bob in Disneys Große Pause (1998), Andy Larkin in Typisch Andy! (2002), Marmosettenaffe König Mauro im Animationsfilm Rio sowie von Seriendarstellern wie Sam Jones III in Smallville (2003) oder Todd Lowe in Gilmore Girls (2004) bekannt. Seit 2009 ist er auch als deutsche Stimme von Paulo Costanzo in der Rolle des Evan R. Lawson in der erfolgreichen Dramedyserie Royal Pains zu hören. Ab 2011 lieh er François Arnaud in der Fernsehserie Die Borgias seine Stimme.
In den 1990er Jahren trat Collé gelegentlich als Gastschauspieler an mehreren Theaterbühnen und Fernsehproduktionen auf, darunter in der Kriminalserie Im Namen des Gesetzes (1994), in Zwei Partner auf 6 Pfoten (1995) und in der Trash-Comedyserie Schlick.TV (2005 und 2006).
Von 2006 bis 2007 war er Miteigentümer der Sprachschule Idealingua in Málaga. Neben Englisch spricht er Spanisch und Französisch.
Seit 2012 synchronisiert er Captain Matthew Casey in der Fernsehserie Chicago Fire. Für die NBC-Fernsehserie Hannibal synchronisierte er von 2013 bis 2015 Hugh Dancy als Will Graham. Seit 2016 spricht er für Joe Gilgun die Rolle des Vampirs Cassidy in der Serie Preacher.
Außerdem spricht er Diego Luna in Rogue One: A Star Wars Story als Cassian Andor. Für die britische Fernsehserie Victoria synchronisierte er 2016 Robert MacPherson als Anson.
Nach seiner Synchronisation von Jesse Pinkman (gespielt von Aaron Paul) in Breaking Bad (2008–2013) sprach er Jesse erneut in El Camino: Ein „Breaking Bad“-Film (2019).

### Dialogbuch und Dialogregie
Parallel zu seiner Tätigkeit als Synchronsprecher ist Collé für die deutschsprachigen Fassungen verschiedener Film- und Computerspielproduktionen verantwortlich, darunter She’s the Man – Voll mein Typ!, Sonic und Die fantastische Welt von Oz. Dialogregie führte er unter anderem in der Animeserie MegaMan NT Warrior (2004), in der Zeichentrickserie American Dad (2005), in der Computeranimationsserie Star Wars: The Clone Wars (2008), in den Thrillern Blood Diamond (2006) und Eagle Eye – Außer Kontrolle (2008) sowie in den Komödien Hot Rod – Mit Vollgas durch die Hölle (2007) und Balls of Fury (2007). Darüber hinaus verfasste Collé die Dialogbücher zu Filmen wie Hass (1995) und Tödliche Gerüchte (2000) und Serien wie Die Country Bears – Hier tobt der Bär (2002).

### Hörspiel
In der von LPL Records produzierten Mystery-Hörspielreihe Offenbarung 23 war Collé von Folge 34–37 in wiederkehrender Rolle als Karl von Stetten zu hören. Zudem übernahm er die Vertonung der Figur Oktavian Brasov in der Universal Hörspielserie Jack Slaughter.
2010 stellte er seine Stimme dem Skit Du auch? auf der Ein Herz aus Chrom-EP der Rapper Skinny Al und Kontra K zur Verfügung.

## Sprechrollen
James Franco
- 1999: Tage voller Blut – Die Bestie von Dallas als Matt Carr
- 2000: Hoffnungslos verliebt als Chris Campbell
- 2011: The Green Hornet als Danny „Crystal“ Clear
- 2011: Planet der Affen: Prevolution als Will Rodman
- 2011: Your Highness als Fabious
- 2012: The Iceman als Marty Freeman
- 2012: Spring Breakers als Alien
- 2013: As I Lay Dying (2013) als Darl Bundren
- 2013: Homefront als Morgan „Gator“ Bodine
- 2014: The Mindy Project (Fernsehserie, 2 Folgen) als Paul Leotard
- 2014: Good People als Tom Wright
- 2014: Planet der Affen: Revolution als Will Rodman
- 2014: Veronica Mars als James Franco
- 2015: Every Thing Will Be Fine als Tomas Elden
- 2015: Königin der Wüste als Henry Cadogan
- 2015: True Story – Spiel um Macht als Christian Longo
- 2016:  Deadbeat (Fernsehserie, 1 Folge) als Johnny P.
- 2016: Stürmische Ernte – In Dubious Battle als Mac McLeod
- 2016: Why Him? als Laird Mayhew
- 2017: Alien: Covenant als Branson
- 2017: The Disaster Artist als Tommy Wiseau
- 2017: The Safe – Niemand wird verschont als Ed Maas
- 2017–2020: The Deuce (Fernsehserie, 25 Folgen) als Vincent & Frankie Martino
- 2018: Kin als Taylor Balik

Ashton Kutcher
- 2000: Ey Mann, wo is’ mein Auto? als Jesse Montgomery III.
- 2001: Texas Rangers als George Durham
- 2003: Voll verheiratet als Tom
- 2003: Partyalarm – Finger weg von meiner Tochter als Tom Stansfield
- 2003: Im Dutzend billiger als Hank
- 2004: Butterfly Effect als Evan Treborn
- 2005: Guess Who – Meine Tochter kriegst du nicht! als Simon Green
- 2005: So was wie Liebe als Oliver Martin
- 2006: Jede Sekunde zählt – The Guardian als Jake Fischer
- 2006: Bobby als Fischer
- 2008: Love Vegas als Jack Fuller
- 2009: Gemeinsam stärker – Personal Effects als Andrew Wakefield
- 2009: Toy Boy als Nikki
- 2010: Valentinstag als Reed Bennett
- 2010: Kiss & Kill als Spencer Aimes
- 2011: Happy New Year als Randy
- 2011–2015: Two and a Half Men (Fernsehserie, 84 Folgen) als Walden Schmidt
- 2013: Jobs als Steve Jobs
- 2014: Annie als Simon Goodspeed

Justin Bartha
- 2004: Das Vermächtnis der Tempelritter als Riley Poole
- 2005: Liebe ist Nervensache als Jasper Bernard
- 2007: Das Vermächtnis des geheimen Buches als Riley Poole
- 2009: Hangover als Doug Billings
- 2009: New York, I Love You als Sarahs Freund
- 2011: Hangover 2 als Doug Billings
- 2013: Hangover 3 als Doug Billings
- 2016: Cooper Barrett’s Guide to Surviving Life (Fernsehserie, 13 Folgen) als Josh Barrett
- 2018: Sorry for Your Loss als Ken Wall

Aaron Paul
- 2009–2013: Breaking Bad (Fernsehserie) als Jesse Bruce Pinkman
- 2014: Exodus: Götter und Könige als Joshua
- 2014: A Long Way Down als J.J.
- 2014: Need for Speed als Tobey Marshall
- 2015: Eye in the Sky als Steve Watts
- 2015: Väter und Töchter – Ein ganzes Leben als Cameron
- 2016: Come and Find me als David
- 2016: Central Intelligence als Phil
- 2016–2018: The Path (Fernsehserie) als Eddie Lane
- 2018: Welcome Home als Bryan Palmer
- 2019: El Camino: Ein „Breaking Bad“-Film als Jesse Bruce Pinkman
- 2019: Truth Be Told: Der Wahrheit auf der Spur (Fernsehserie) als Warren Cave
- 2020–2022: Westworld (Fernsehserie) als Caleb Nichols
- 2022: Better Call Saul (Fernsehserie) als Jesse Pinkman

Edward Furlong
- 1992: American Heart – Die zweite Chance als Nick Kelson
- 1995: Die Grasharfe als Collin Fenwick
- 1996: Davor und danach als Jacob Ryan
- 2003: Three Blind Mice – Mord im Netz als Thomas Cross
- 2006: Jimmy & Judy als Jimmy Wright
- 2006: The Visitation als Brandon Nichols
- 2007: Living & Dying als Sam
- 2007, 2011: CSI: NY (Fernsehserie, 5 Folgen) als Shane Casey
- 2010: Darfur als Adrian Archer
- 2013: The Glades (Fernsehserie, 1 Folge) als Way N.E. Bey/Wayne Balldinger
- 2013: Perception (Fernsehserie, 1 Folge) als Pete

Michael Ealy
- 2001: Kissing Jessica Stein als Greg
- 2002: Barbershop als Ricky
- 2004: Barbershop 2 als Ricky
- 2008: Sieben Leben als Ben Thomas
- 2013: Last Vegas als Ezra

Ben Foster
- 2002: Nicht auflegen! als Big Q
- 2009: The Messenger – Die letzte Nachricht als Sgt. Will Montgomery
- 2012: Contraband als Sebastian Abney
- 2016: Warcraft: The Beginning als Medivh

Kevin Hart
- 2003: Scary Movie 3 als CJ
- 2004: Soul Plane als Nashawn Wade
- 2003: Scary Movie 4 als CJ
- 2008: Superhero Movie als Trey
- 2013: Zwei vom alten Schlag als Dante Slate, Jr.
- 2013: Modern Family (Fernsehserie, 2 Folgen)
- 2015: Der Knastcoach als Darnell

Ranbir Kapoor
- 2008: Bachna Ae Haseeno – Liebe auf Umwegen als Raj Sharma
- 2009: Luck by Chance – Liebe, Glück und andere Zufälle als Ranbir Kapoor
- 2013: Lass dein Glück nicht ziehen als Kabir „Bunny“ Thapar
- 2017: Die Sehnsucht meines Herzens als Ayan Sanger

Bam Margera
- 2002: Jackass: The Movie als Bam Margera
- 2003: Grind – Sex, Boards & Rock’n’Roll als Bam Margera
- 2006: Jackass: Nummer Zwei als Bam Margera
- 2010: Jackass 3D als Bam Margera

### Filme
- 1991: Brian Austin Green in Kickboxer 2 – Der Champ kehrt zurück als Tommy
- 1993: Ryan Reynolds in Ganesh als Ganesh
- 1994: Tobey Maguire in Verzweiflungsschrei aus der Kinderklinik als Peter Lively
- 1995: Kurt Russell in Superhirn in Tennisschuhen als Dexter
- 1996: Sean Whalen in Twister als Allan Sanders
- 1996: Ryan Reynolds in Meine Welt zerbricht als Kevin
- 1997: Mekhi Phifer in Soul Food als Lem
- 2000: Donald Faison in Gegen jede Regel als Petey Jones
- 2000: Jon Abrahams in Meine Braut, ihr Vater und ich als Denny Byrnes
- 2000: Jon Abrahams in Risiko als Jeff
- 2000: Jason Biggs in Loser – Auch Verlierer haben Glück als Paul Tannek
- 2000: Andrew Keegan in Der Club der gebrochenen Herzen als Kevin
- 2000: Brad Renfro in Mittendrin und voll dabei als Dothan Talbot
- 2001: Brad Renfro in Tart – Jet Set Kids als William Sellers
- 2001: Seth Green in America’s Sweethearts als Danny Wax
- 2001: Andrew Keegan in O – Vertrauen, Verführung, Verrat als Michael Cassio
- 2001: Tom Hardy in Black Hawk Down als Twombly
- 2001: Chad Lindberg in The Fast and the Furious als Jesse
- 2001: Ewen Bremner in Snatch – Schweine und Diamanten als Mullett
- 2002: Gabriel Mann in Army Go Home! als Private Brian Knoll
- 2003: Alan Cumming in X-Men 2 als Kurt Wagner / Nightcrawler
- 2003: Shia LaBeouf in Dumm und dümmerer als Lewis
- 2002: Jesse Bradford in Swimfan als Ben Cronin
- 2002: Cillian Murphy in 28 Days Later als Jim
- 2003: Cillian Murphy in Intermission als John
- 2003: Hugh Dancy in Tempo als Jack Ganzer
- 2004: Zach Braff in Garden State als Andrew Largeman
- 2004: James McAvoy in Wimbledon – Spiel, Satz und … Liebe als Carl Colt
- 2005: Seth Green in Ein Trauzeuge zum Verlieben als Murray
- 2005: Jake Gyllenhaal in Jarhead – Willkommen im Dreck als Swoff
- 2005: Justin Long in Herbie Fully Loaded – Ein toller Käfer startet durch als Kevin
- 2006: Jay Baruchel in Beim ersten Mal als Jay
- 2006: Xavier Samuel in 2:37 als Theo
- 2006: Tom Hardy in Marie Antoinette als Raumont
- 2006: Rob Brown in Dance! Jeder Traum beginnt mit dem ersten Schritt als Rock
- 2006: Mario Barrett in Step Up als Miles Darby
- 2007: Mario Barrett in Freedom Writers als Andre
- 2007: Hugh Dancy in Blood and Chocolate als Aiden
- 2007: Anthony Anderson in Arthur und die Minimoys als Koolo Massai
- 2007: Chris Evans in TMNT – Teenage Mutant Ninja Turtles als Casey Jones
- 2008: Jesse Bradford in W. – Ein missverstandenes Leben als Thatcher
- 2008: Jay Hernandez in Lakeview Terrace als Javier Villareal
- 2008: Rob Brown in The Express als Ernie Davis
- 2008: Jay Baruchel in Tropic Thunder als Kevin Sandusky
- 2009: Jay Baruchel in Nachts im Museum 2 als Joey Motorola
- 2009: Edi Gathegi in My Bloody Valentine 3D als Deputy Martin
- 2009: Justin Long in Old Dogs – Daddy oder Deal als Rick Taylor
- 2009: Walker Howard in Transformers – Die Rache als Sharsky
- 2010: Jon Bernthal in Date Night – Gangster für eine Nacht als junger Mann
- 2010: Brandon T. Jackson in Percy Jackson – Diebe im Olymp als Grover Underwood
- 2010: Max Minghella in The Social Network als Divya Narendra
- 2011: Max Minghella in The Ides of March – Tage des Verrats als Ben Harper
- 2011: Dave Annable in Der perfekte Ex als Jake Adams
- 2011: Rami Malek in Larry Crowne als Steve Dibiasi
- 2011: Mark Salling Glee on Tour – Der 3D Film als Noah Puckerman
- 2011: Edi Gathegi in X-Men: Erste Entscheidung als Armando Muñoz / Darwin
- 2012: Will Estes in The Dark Knight Rises als Officer Simon Jansen
- 2013: Katt Williams in Scary Movie 5 als Blaine Fulda
- 2013: Brandon T. Jackson in Percy Jackson: Im Bann des Zyklopen als Grover Underwood
- 2013: Daniel Kaluuya in Kick-Ass 2 als Black Death
- 2013: Zach Braff in Die fantastische Welt von Oz als Frank / Finley, der Affe
- 2014: Usher Raymond in Muppets Most Wanted als Platzanweiser
- 2014: Hamish Linklater in Magic in the Moonlight als Brice Catledge
- 2015: Daniel Kaluuya in Sicario als Reggie Wayne
- 2015: Sebastian Stan in Ricki – Wie Familie so ist als Josh
- 2015: Hamish Linklater in The Big Short als Porter Collins
- 2016: John DiMaggio in Zoomania als Jesse in (2016)
- 2016: Jay Hernandez in Suicide Squad als El Diablo / Chato Santana
- 2016: Diego Luna in Rogue One: A Star Wars Story als Cassian Andor
- 2018: Richard Cabral in Breaking In als Duncan
- 2020: Pete Davidson in The King of Staten Island als Scott Carlin
- 2020: Andrew Rannells in The Prom als Trent Oliver
- 2021: Theo Rossi in Army of the Dead als Burt Cummings
- 2021: Aaron Yoo in Der Wunschdrache als Pockets

### Serien
- 2001–2006: Typisch Andy! als Andy Larkin
- 2002–2004: Fillmore! als Cornelius Fillmore
- 2011–2015: Kirby Morrow in Ninjago als Cole (1. Stimme)
- 2012–2015: Theo Rossi in Sons of Anarchy als Juan Carlos „Juice“ Ortiz
- seit 2012: Jesse Spencer in Chicago Fire als Matthew Casey
- 2014–2020 Cooper Barnes in Henry Danger als Ray Manchester/Captain Man
- 2013–2015: Hugh Dancy in Hannibal als Will Graham
- 2015–2020: Jussie Smollett in Empire als Jamal Lyon
- 2020–2024 Cooper Barnes in Danger Force als Ray Manchester/Captain Man
- 2021: Wyatt Russell in The Falcon and the Winter Soldier als John Walker / Captain America / U.S. Agent
- 2022: Shane Dundas in The Tourist – Duell im Outback als Jesse Dobson
- 2022–2025: Diego Luna in Andor als Cassian Andor
- seit 2023: Todd Lasance in NCIS: Sydney als Jim 'JD' Dempsey
- 2024: Ryōhei Abe in Like a Dragon: Yakuza als Futoshi Shimano
- 2024: Yuuki Kaji in Rising Impact als Quester Phoenix

### Hörspiele
- 2013: ab Folge 75 Bibi und Tina (als Sigurd von Strauch)